# Mate Pavić
Mate Pavić (phát âm tiếng Serbia-Croatia: [mǎːte pǎːʋitɕ]; sinh ngày 4 tháng 7 năm 1993) là một vận động viên quần vợt chuyên nghiệp người Croatia sở trường nội dung đôi. Anh trở thành nhà vô địch Grand Slam sau khi giành được danh hiệu Giải quần vợt Úc Mở rộng 2018 ở nội dung đôi nam. Pavić cũng đã vào chung kết nội dung đôi nam Giải quần vợt Wimbledon 2017, và chung kết đôi nam ở Giải quần vợt Pháp Mở rộng 2018, tất cả đều đánh cặp với Oliver Marach. Anh cũng đã giành được danh hiệu đôi nam nữ tại Giải quần vợt Mỹ Mở rộng 2016 với Laura Siegemund và tại Giải quần vợt Úc Mở rộng 2018 với Gabriela Dabrowski.. Với Dabrowski, Pavić cũng vào vòng chung kết nội dung đôi nam nữ tại Giải quần vợt Pháp Mở rộng 2018.
Vào Tháng 5 năm 2018, Pavić lên ngôi số 1 thế giới, giúp anh trở thành tay vợt thứ 52 lên ngôi số 1 của Bảng xếp hạng Đôi ATP. Anh cũng là tay vợt trẻ nhất lên ngôi số 1 sau Todd Woodbridge vào năm 1996, và vận động viên quần vợt Croatia đầu tiên có được vị trí này.

## Cuộc sống
Pavić sinh ra ở Split, Croatia, là con của Jakov, một huấn luyện viên quần vợt, và Snježana, một giáo viên mẫu giáo. Anh có hai người chị, Nadja và Matea. Anh bắt đầu tập quần vợt vào năm anh 5 tuổi, sau khi xem bố anh huấn luyện cho chị anh Nadja, người sau đó đã làm huấn luyện viên của anh với John Farrington. Biệt danh của anh là Fifty.

## Các trận chung kết quan trọng

### Chung kết giải Grand Slam

#### Đôi: 3 (1 danh hiệu, 2 á quân)
| Kết quả | Năm  | Giải đấu     | Mặt sân | Đồng đội      | Đối thủ                             | Tỉ số                          |
| ------- | ---- | ------------ | ------- | ------------- | ----------------------------------- | ------------------------------ |
| Á quân  | 2017 | Wimbledon    | Cỏ      | Oliver Marach | Łukasz Kubot Marcelo Melo           | 7–5, 5–7, 6–7(2–7), 6–3, 11–13 |
| Vô địch | 2018 | Úc Mở rộng   | Cứng    | Oliver Marach | Juan Sebastián Cabal Robert Farah   | 6–4, 6–4                       |
| Á quân  | 2018 | Pháp Mở rộng | Đất nện | Oliver Marach | Pierre-Hugues Herbert Nicolas Mahut | 2–6, 6–7(4–7)                  |

#### Đôi nam nữ: 3 (2 danh hiệu, 1 á quân)
| Kết quả | Năm  | Giải đấu     | Mặt sân | Đồng đội           | Đối thủ                    | Tỉ số                 |
| ------- | ---- | ------------ | ------- | ------------------ | -------------------------- | --------------------- |
| Vô địch | 2016 | Mỹ Mở rộng   | Cứng    | Laura Siegemund    | Coco Vandeweghe Rajeev Ram | 6–4, 6–4              |
| Vô địch | 2018 | Úc Mở rộng   | Cứng    | Gabriela Dabrowski | Tímea Babos Rohan Bopanna  | 2–6, 6–4, [11–9]      |
| Á quân  | 2018 | Pháp Mở rộng | Đất nện | Gabriela Dabrowski | Latisha Chan Ivan Dodig    | 1–6, 7–6(7–5), [8–10] |

### Chung kết Masters 1000

#### Đôi: 1 (1 á quân)
| Kết quả | Năm  | Giải đấu            | Mặt sân | Đồng đội      | Đối thủ              | Tỉ số         |
| ------- | ---- | ------------------- | ------- | ------------- | -------------------- | ------------- |
| Á quân  | 2018 | Monte-Carlo Masters | Đất nện | Oliver Marach | Bob Bryan Mike Bryan | 6–7(5–7), 3–6 |

## Chung kết sự nghiệp ATP

### Đôi: 28 (12 danh hiệu, 16 á quân)
| Chú thích                         |
| --------------------------------- |
| Giải Grand Slam (1–2)             |
| ATP World Tour Finals (0–0)       |
| ATP World Tour Masters 1000 (0–1) |
| ATP World Tour 500 Series (1–1)   |
| ATP World Tour 250 Series (10–12) |

| Danh hiệu theo mặt sân |
| ---------------------- |
| Cứng (7–8)             |
| Đất nện (4–4)          |
| Cỏ (1–4)               |
| Thảm (0–0)             |

| Kết quả | T-B   | Ngày             | Giải đấu                                  | Thể loại     | Mặt sân  | Đồng đội        | Đối thủ                                | Tỉ số                          |
| ------- | ----- | ---------------- | ----------------------------------------- | ------------ | -------- | --------------- | -------------------------------------- | ------------------------------ |
| Loss    | 0–1   | Th2 năm 2012     | Zagreb Indoors, Croatia                   | 250 Series   | Hard (i) | Ivan Dodig      | Marcos Baghdatis Mikhail Youzhny       | 2–6, 2–6                       |
| Loss    | 0–2   | Th2 năm 2013     | Zagreb Indoors, Croatia                   | 250 Series   | Hard (i) | Ivan Dodig      | Julian Knowle Filip Polášek            | 3–6, 3–6                       |
| Loss    | 0–3   | Th1 năm 2014     | Chennai Open, India                       | 250 Series   | Hard     | Marin Draganja  | Johan Brunström Frederik Nielsen       | 2–6, 6–4, [7–10]               |
| Win     | 1–3   | tháng 5 năm 2015 | Open de Nice Côte d'Azur, France          | 250 Series   | Clay     | Michael Venus   | Jean-Julien Rojer Horia Tecău          | 7–6(7–4), 2–6, [10–7]          |
| Loss    | 1–4   | Th7 năm 2015     | Hall of Fame Championships, United States | 250 Series   | Grass    | Nicholas Monroe | Jonathan Marray Aisam-ul-Haq Qureshi   | 6–4, 3–6, [8–10]               |
| Loss    | 1–5   | Th7 năm 2015     | Colombia Open, Colombia                   | 250 Series   | Hard     | Michael Venus   | Édouard Roger-Vasselin Radek Štěpánek  | 5–7, 3–6                       |
| Loss    | 1–6   | Th10 năm 2015    | Stockholm Open, Sweden                    | 250 Series   | Hard (i) | Michael Venus   | Nicholas Monroe Jack Sock              | 5–7, 2–6                       |
| Win     | 2–6   | Th1 năm 2016     | Auckland Open, New Zealand                | 250 Series   | Hard     | Michael Venus   | Eric Butorac Scott Lipsky              | 7–5, 6–4                       |
| Win     | 3–6   | Th2 năm 2016     | Open Sud de France, France                | 250 Series   | Hard (i) | Michael Venus   | Alexander Zverev Mischa Zverev         | 7–5, 7–6(7–4)                  |
| Win     | 4–6   | Th2 năm 2016     | Open 13, France                           | 250 Series   | Hard (i) | Michael Venus   | Jonathan Erlich Colin Fleming          | 6–2, 6–3                       |
| Loss    | 4–7   | tháng 5 năm 2016 | Open de Nice Côte d'Azur, France          | 250 Series   | Clay     | Michael Venus   | Juan Sebastián Cabal Robert Farah      | 6–4, 4–6, [8–10]               |
| Win     | 5–7   | Th6 năm 2016     | Rosmalen Championships, Netherlands       | 250 Series   | Grass    | Michael Venus   | Dominic Inglot Raven Klaasen           | 3–6, 6–3, [11–9]               |
| Loss    | 5–8   | Th7 năm 2016     | Swiss Open, Switzerland                   | 250 Series   | Clay     | Michael Venus   | Julio Peralta Horacio Zeballos         | 6–7(2–7), 2–6                  |
| Loss    | 5–9   | Th9 năm 2016     | Moselle Open, France                      | 250 Series   | Hard     | Michael Venus   | Julio Peralta Horacio Zeballos         | 3–6, 6–7(4–7)                  |
| Loss    | 5–10  | Th10 năm 2016    | Stockholm Open, Sweden                    | 250 Series   | Hard (i) | Michael Venus   | Elias Ymer Mikael Ymer                 | 1–6, 1–6                       |
| Win     | 6–10  | Th4 năm 2017     | Grand Prix Hassan II, Morocco             | 250 Series   | Clay     | Dominic Inglot  | Marcel Granollers Marc López           | 6–4, 2–6, [11–9]               |
| Loss    | 6–11  | Th6 năm 2017     | Stuttgart Open, Germany                   | 250 Series   | Grass    | Oliver Marach   | Jamie Murray Bruno Soares              | 7–6(7–4), 5–7, [5–10]          |
| Loss    | 6–12  | Th6 năm 2017     | Antalya Open, Turkey                      | 250 Series   | Grass    | Oliver Marach   | Robert Lindstedt Aisam-ul-Haq Qureshi  | 5–7, 1–4 ret.                  |
| Loss    | 6–13  | Th7 năm 2017     | Wimbledon, United Kingdom                 | Grand Slam   | Grass    | Oliver Marach   | Łukasz Kubot Marcelo Melo              | 7–5, 5–7, 6–7(2–7), 6–3, 11–13 |
| Win     | 7–13  | Th7 năm 2017     | German Open, Germany                      | 500 Series   | Clay     | Ivan Dodig      | Pablo Cuevas Marc López                | 6–3, 6–4                       |
| Win     | 8–13  | Th10 năm 2017    | Stockholm Open, Sweden                    | 250 Series   | Hard (i) | Oliver Marach   | Aisam-ul-Haq Qureshi Jean-Julien Rojer | 3–6, 7–6(8–6), [10–4]          |
| Win     | 9–13  | Th1 năm 2018     | Qatar Open, Qatar                         | 250 Series   | Hard     | Oliver Marach   | Jamie Murray Bruno Soares              | 6–2, 7–6(8–6)                  |
| Win     | 10–13 | Th1 năm 2018     | Auckland Open, New Zealand (2)            | 250 Series   | Hard     | Oliver Marach   | Max Mirnyi Philipp Oswald              | 6–4, 5–7, [10–7]               |
| Win     | 11–13 | Th1 năm 2018     | Australian Open, Australia                | Grand Slam   | Hard     | Oliver Marach   | Juan Sebastián Cabal Robert Farah      | 6–4, 6–4                       |
| Loss    | 11–14 | Th2 năm 2018     | Rotterdam Open, Netherlands               | 500 Series   | Hard (i) | Oliver Marach   | Pierre-Hugues Herbert Nicolas Mahut    | 6–2, 2–6, [7–10]               |
| Loss    | 11–15 | Th4 năm 2018     | Monte-Carlo Masters, Monaco               | Masters 1000 | Clay     | Oliver Marach   | Bob Bryan Mike Bryan                   | 6–7(5–7), 3–6                  |
| Win     | 12–15 | tháng 5 năm 2018 | Geneva Open, Switzerland                  | 250 Series   | Clay     | Oliver Marach   | Ivan Dodig Rajeev Ram                  | 3–6, 7–6(7–3), [11–9]          |
| Loss    | 12–16 | Th6 năm 2018     | French Open, France                       | Grand Slam   | Clay     | Oliver Marach   | Pierre-Hugues Herbert Nicolas Mahut    | 2–6, 6–7(4–7)                  |

## Thống kê sự nghiệp đôi
| Giải đấu                    | 2011                     | 2012                     | 2013                     | 2014                     | 2015                     | 2016                     | 2017  | 2018  | SR      | T-B     |
| --------------------------- | ------------------------ | ------------------------ | ------------------------ | ------------------------ | ------------------------ | ------------------------ | ----- | ----- | ------- | ------- |
| Giải Grand Slam             |                          |                          |                          |                          |                          |                          |       |       |         |         |
| Úc Mở rộng                  | A                        | A                        | A                        | 2R                       | 1R                       | 1R                       | 1R    | W     | 1 / 5   | 7–4     |
| Pháp Mở rộng                | A                        | A                        | A                        | 3R                       | 1R                       | 1R                       | 2R    |       | 0 / 4   | 3–4     |
| Wimbledon                   | A                        | A                        | A                        | 3R                       | 3R                       | 3R                       | F     |       | 0 / 4   | 11–4    |
| Mỹ Mở rộng                  | A                        | A                        | A                        | 2R                       | 2R                       | 2R                       | 3R    |       | 0 / 4   | 5–4     |
| Thắng-Bại                   | 0–0                      | 0–0                      | 0–0                      | 6–4                      | 3–4                      | 3–4                      | 8–4   | 6–0   | 1 / 17  | 26–16   |
| Giải đấu cuối năm           |                          |                          |                          |                          |                          |                          |       |       |         |         |
| ATP Finals                  | Không vượt qua vòng loại | Không vượt qua vòng loại | Không vượt qua vòng loại | Không vượt qua vòng loại | Không vượt qua vòng loại | Không vượt qua vòng loại | VB    |       | 0 / 1   | 1–0     |
| ATP World Tour Masters 1000 |                          |                          |                          |                          |                          |                          |       |       |         |         |
| Indian Wells Masters        | A                        | A                        | A                        | A                        | A                        | A                        | A     | SF    | 0 / 1   | 3–1     |
| Miami Open                  | A                        | A                        | A                        | A                        | A                        | A                        | 1R    | QF    | 0 / 2   | 2–2     |
| Monte-Carlo Masters         | A                        | A                        | A                        | A                        | A                        | A                        | A     | F     | 0 / 1   | 3–1     |
| Mutua Madrid Open           | A                        | A                        | A                        | A                        | A                        | A                        | 2R    | A     | 0 / 1   | 1–1     |
| Rome Masters                | A                        | A                        | A                        | A                        | A                        | A                        | 2R    | QF    | 0 / 2   | 2–2     |
| Rogers Cup                  | A                        | A                        | A                        | A                        | A                        | A                        | SF    |       | 0 / 1   | 2–1     |
| Cincinnati Masters          | A                        | A                        | A                        | A                        | A                        | A                        | 2R    |       | 0 / 1   | 0–1     |
| Thượng Hải Masters          | A                        | A                        | A                        | A                        | A                        | SF                       | QF    |       | 0 / 2   | 4–2     |
| Paris Masters               | A                        | A                        | A                        | A                        | A                        | A                        | 1R    |       | 0 / 1   | 0–1     |
| Thắng-Bại                   | 0–0                      | 0–0                      | 0–0                      | 0–0                      | 0–0                      | 3–1                      | 5–7   | 9–4   | 0 / 12  | 17–12   |
| Giải đấu đại diện quốc gia  |                          |                          |                          |                          |                          |                          |       |       |         |         |
| Davis Cup                   | A                        | A                        | PO                       | Z1                       | A                        | A                        | A     |       | 0 / 0   | 0–2     |
| Thống kê sự nghiệp          |                          |                          |                          |                          |                          |                          |       |       |         |         |
| Danh hiệu / Chung kết       | 0 / 0                    | 0 / 1                    | 0 / 1                    | 0 / 1                    | 1 / 4                    | 4 / 8                    | 3 / 6 | 3 / 5 | 11 / 24 | 11 / 24 |
| Tổng số Thắng-Bại           | 0–0                      | 5–2                      | 5–4                      | 18–18                    | 19–16                    | 39–22                    | 47–27 | 29–7  | 152–96  | 152–96  |
| Xếp hạng cuối năm           | 379                      | 130                      | 71                       | 56                       | 54                       | 29                       | 17    |       | 61%     | 61%     |